# ماكس كليلاند
جوزيف ماكسويل «ماكس» كليلاند (من مواليد 24 أغسطس 1942) هو سياسي أمريكي من جورجيا. انتمى كليلاند للحزب الديمقراطي، خدم في جيش الولايات المتحدة في حرب فيتنام، وحاز النجمة الفضية والنجمة البرونزية لاتخاذه إجراءات باسلة في القتال، كما كان عضوا في مجلس الشيوخ الأمريكي، ومدير شؤون المحاربين القدامى (2003-2007). كذلك، عمل في مجلس إدارة بنك التصدير والاستيراد الأمريكي، وشغل منصب أمين اللجنة الآثار الأمريكية منذ مايو 2009.